# Hilara dubia
Hilara dubia är en tvåvingeart som beskrevs av Collin 1941. Hilara dubia ingår i släktet Hilara och familjen dansflugor. Inga underarter finns listade i Catalogue of Life.